# Filip Pålsson
Klas Filip Pålsson, född 11 juli 1898 i Laholms landsförsamling, död 9 juli 1971 i Malmö, var en svensk tandläkare.
Filip Pålsson var son till lantbrukaren Olof Pålsson. Han avlade studentexamen i Halmstad 1917 och tandläkarexamen i Stockholm 1920 samt blev Master of Science in Dentistry vid Northwestern University Dental School i Chicago 1932. Efter att ha varit praktiserande tandläkare i Båstad 1920, i Laholm 1920–1929 och i Halmstad 1929–1931 utövade han från 1932 specialpraktik i barntandvård och tandreglering i Malmö. Han var därjämte från 1939 cheftandläkare vid Malmö stads tandpolikliniker och var under två perioder 1942 och 1943 tillförordnad byrådirektör för tandvårdsärenden i Medicinalstyrelsen. Pålsson besökte i odontologiskt studiesyfte Danmark, Norge, Finland, Tyskland, Österrike, Tjeckoslovakien, Schweiz, Nederländerna, Storbritannien, USA och Kanada, bland annat som Sverige-Amerika stiftelsens universitets-stipendiat och Albin Lenhartson-stipendiat). Pålsson var sakkunnig i 1944 års utredning rörande tandläkarutbildningen med mera samt i 1946 års kommitté för utrustning av den nya Tandläkarhögskolan i Malmö och innehade ett flertal uppdrag inom tandläkarsammanslutningar, bland annat som styrelseledamot i Sveriges tandläkarförbund 1937–1939. Han höll odontologiska föredrag och demonstrationer i Sverige och ett tjugotal fortsättningskurser i ortodonti för tandläkare. Han publicerade artiklar i fack- och dagspress samt i uppslagsverk.